# Gobelins (escuela)
La Escuela de Imagen Gobelins (en francés: Gobelins, l'École de l'image) es una escuela francesa de formación profesional especializada en artes visuales. Está situada en el Barrio Latino de París y depende de la cámara de comercio de Isla de Francia. Desde su fundación en 1963, imparte cursos de animación, fotografía, diseño gráfico, diseño interactivo, imagen y sonido, y diseño de juegos.
Su departamento más conocido es la escuela de animación, fundada en 1975 por Pierre Ayma, que ha aportado numerosos autores a los estudios de animación europeos y estadounidenses. Por sus aulas han pasado dibujantes como Pierre Coffin —director de Mi villano favorito—; Bibo Bergeron —director de The Road to El Dorado—; Thomas Romain y Tania Palumbo —creadores de Code Lyoko—; Thomas Astruc —creador de Miraculous: Ladybug—; Bastien Vivès, Marion Montaigne, Olivier Coipel y Riad Sattouf. El cortometraje Oktapodi, realizado por alumnos de Gobelins como un proyecto de graduación, fue nominado en los 81.º Premios Óscar en la categoría de «mejor cortometraje animado».
Desde 1985 colabora con el Festival Internacional de Cine de Animación de Annecy.

## Obras notables
- Le Building (2005) - por Marco Nguyen, Pierre Perifel, Xavier Ramonède, Olivier Staphylas, y Rémi Zaarour.[10]
- Oktapodi (2007) - por Julien Bocabeille, François-Xavier Chanioux, Olivier Delabarre, Thierry Marchand, Quentin Marmier, y Emud Mokhberi.[9]